# Skrull
Los Skrulls son una raza ficticia de extraterrestres cambiantes que aparecen en los cómics estadounidenses publicados por Marvel Comics. Los Skrulls aparecieron por primera vez en Fantastic Four # 2 y fueron creados por Stan Lee y Jack Kirby. Se originaron en el planeta Skrullos y su imperio se encuentra en la Galaxia de Andrómeda. Su infiltración en la Tierra fue un evento importante en el universo de Marvel Comics, como se muestra en el evento cruzado, Invasión Secreta. Los Skrulls se clasificaron en el número 1 en la lista de las 10 mejores razas alienígenas de WatchMojo en los cómics.
Los Skrulls han hecho numerosas apariciones en televisión animada y videojuegos antes de hacer su debut cinematográfico de acción en vivo en la película de Marvel Cinematic Universe, Capitana Marvel (2019). Los Skrulls también han aparecido en Spider-Man: Lejos de casa (2019) y las series de Disney+ WandaVision, What If...? (ambos; 2021) e Invasión Secreta (2023), y la película The Marvels (2023).

## Historial de publicaciones
Los skrulls aparecieron por primera vez en Fantastic Four # 2 y fueron creados por Stan Lee y Jack Kirby. Los skrulls aparecen a continuación en Fantastic Four # 18. Los cuatro que se hicieron pasar por los miembros de Los 4 Fantásticos aparecen a continuación en The Avengers # 92. El concepto de los skrulls se exploraría y utilizaría en múltiples historias, cómics derivados y proyectos derivados.

## Historia
Hace millones de años, los Celestiales realizaron experimentos genéticos en los ancestros reptiles de los skrulls, resultando en tres ramas skrull que finalmente combatieron entre sí. Los primigenios, los deviantes y los eternos finalmente se enfrentaron entre sí y la rama deviante triunfó debido a que poseía la habilidad innata de cambiar de forma. Eliminaron a todos los miembros de las otras dos razas hasta que solo quedaron dos: el skrull eterno Kly'bn y el skrull primigenio de la raza original no deviante skrull. Kly'bn les suplicó que le perdonaran la vida, ya que matarlo mataría parte de su herencia. El líder de los deviantes, Sl'gur't, eventualmente se enamoró de Kly'bn y los dos se convirtieron en los dioses del panteón skrull. Como Kly'bn no pudo cambiar, Sl'gurt se comprometió a nunca mantener la misma forma por mucho tiempo. El primer skrull escapó a la Tierra en el siglo XX y más tarde se convirtió en miembro de la Legión Subterránea. A partir de este momento, los skrulls comenzaron a expandir su territorio. La rama deviante más tarde se dividió en dos grupos más, los skrulls modernos y una anomalía conocida como los Fantasmas, una raza parasitaria que todavía podía cambiar de forma y tenía uso de la magia, pero no eran tan avanzados tecnológicamente como los skrulls.
Los skrulls modernos se originaron en el planeta de skrulls, y fueron originalmente una civilización mercantil, interesados principalmente en el libre comercio y dispuestos a compartir su tecnología con todas las razas que consideraran dignas. Cuando encontraban una nueva raza, ellos simplemente se transformaban para parecerse a esa raza. El Imperio skrull que resultó de estos contactos estuvo basado en el libre comercio y la cooperación mutua. El imperio es controlado por un emperador y cada uno de los 978 mundos es controlado por un gobernador.

### Guerrakree-skrull
Con el tiempo, los skrulls desarrollaron viajes espaciales de larga distancia; se llevó a cabo un gran recorrido por el universo, liderado por el Emperador Dorrek, y en una década de viajes no se encontró ninguna civilización considerada superior a los skrulls. Finalmente, la delegación skrull llegó al planeta Hala, hogar de los entonces bárbaros krees y los pacíficos Cotati, y realizaron un concurso para determinar cuál de las dos razas representaría Hala para el Imperio skrull. Diecisiete miembros de cada raza fueron llevados a diferentes planetoides deshabitados, donde se quedaron con suministros suficientes para un año. Al final de ese período, cualquier grupo que haya hecho más con ellos mismos se adjudicaría como el más digno. Los krees fueron llevados a la Luna de la Tierra, donde construyeron una gran ciudad, mientras que los Cotati fueron llevados a otro mundo estéril en un sistema solar diferente, y utilizaron sus habilidades para crear un hermoso parque. Al darse cuenta de que los Cotati iban a ganar, los enfurecidos krees asesinaron a los Cotati. Cuando los krees revelaron que habían resuelto la cuestión de quién representaría Hala para los skrulls al destruir a sus rivales, los delegados skrull se horrorizaron y prometieron que Hala siempre estaría prohibido en el círculo de mundos favorecidos, por lo que también fueron masacrados por los krees, se hicieron cargo de la nave espacial skrull a la fuerza, y desarrollaron su propia tecnología a partir de ella.
Debido a las enormes distancias implicadas, pasaron décadas antes de que los skrulls se enteraran de las actividades de los krees. Para entonces ya era demasiado tarde. Los krees ahora estaban lo suficientemente avanzados para atacar a los skrulls en su hogar. Durante los milenios que siguieron, la agresión de los krees obligaron a que los skrulls se convirtieran en una civilización militarista, y eventualmente desarrollaron la viciosa racha necesaria para llevar a cabo una guerra intergaláctica. Toda su cultura fue rehecha en la imagen guerrera. La guerra kree-skrull continuó durante miles de años, con sólo breves interrupciones. El mundo skrull más tarde se movió de skrullos al más central Tarnax IV, con su imperio abarcando más de 50 mundos. Los skrulls también crearon el primer Cubo Cósmico, el cual más tarde se convirtió en el Moldeador de Mundos; el Moldeador relató que, al alcanzar su autoconciencia, atacó a ciegas, destruyendo dos tercios del Imperio skrull y regresando la civilización a la barbarie (sugiriendo que esto ocurrió antes de que la guerra con los krees se desatara).
El kree Ronan el Acusador arrebató el control del Imperio kree de la Inteligencia Suprema y atacó a los skrulls, reavivando las hostilidades. Los Vengadores se involucraron una vez que el Super-skrull secuestró al Capitán Marvel, ya su vez lucharon contra un robot centinela kree. La Inteligencia Suprema terminó el conflicto inmediatamente al revelarle al aliado de Los Vengadores, Rick Jones, que tiene un enorme potencial mental, que luego es utilizado para congelar a todos los combatientes en el lugar. La Inteligencia Suprema anunció que, mientras los krees y los skrulls han alcanzado callejones genéticos sin salida, la raza humana ha mostrado un increíble potencial desaprovechado. Se reveló más tarde que el conflicto produjo un híbrido kree-skrull, Hulkling, quien es hijo del entonces romance entre el Capitán Marvel y la princesa skrull Anelle.

### Eventos que cambiaron su imperio
Los skrulls se percataron de la Tierra cuando descubrieron una deformación del espacio que unía a la Tierra con su mundo. Más tarde descubrieron que la Tierra poseía un vínculo equidistante a Hala. Ellos ven a la Tierra como un mundo por conquistar, pero se contentan con esperar una invasión (tal vez tenían miedo de que los krees se enterasen de sus planes.) Debido a ello, los skrulls sólo enviaron a un puñado de agentes para infiltrarse en la Tierra, pero no tuvieron en cuenta la presencia de los superhéroes modernos.
En 1958, los skrulls intentaron sabotear el programa espacial de la Tierra. Lucharon contra 3-D Man, y pusieron al Guerrero Frío en su contra. Más tarde, un pequeño grupo de exploradores utilizaron sus poderes metamorfos para hacerse pasar por los Cuatro Fantásticos, cometiendo delitos para que el país se volviera en contra de ellos, los únicos con poder para detenerlos. Pero los Cuatro Fantásticos fueron capaces de localizarlos y engañaron a sus líderes al hacerles creer que la Tierra estaba llena de amenazas. La flota se fue y el Sr. Fantástico hizo que los skrulls olvidados se convirtieran en vacas, y los hipnotizó para que no recordaran su verdadera herencia.
Como venganza, el Emperador skrull Dorrek VII envió a Kl'rt, conocido como el Super-skrull, a la Tierra para derrotar a los Cuatro Fantásticos. Kl'rt posee los poderes de todos los Cuatro Fantásticos (además de cambiar de forma e hipnotizar), y mantuvo al equipo a raya hasta que el Sr. Fantástico descubrió la fuente de sus poderes y utilizó un dispositivo en miniatura para atascarlos, antes de que la Antorcha Humana lo encarcelara en un cráter. El Super-skrull se hizo pasar por el Dr. Franklin Storm, después de que este fuera transportado al mundo skrull, y luchó contra los Cuatro Fantásticos como el Hombre Invencible; otro skrull causó la muerte del Dr. Storm conectando una bomba a su pecho antes de que fuera regresado a la Tierra, aunque Storm cayó al suelo, salvando a los Cuatro Fantásticos al utilizar su cuerpo como escudo para protegerlos de la explosión. Los Cuatro Fantásticos viajaron más tarde a Tarnax IV y encontraron al skrull responsable de la muerte del padre de Susan y Johnny Storm (quien resultó ser el señor de la guerra Morrat). Los skrulls han participado en otros eventos como el envío del Super-skrull para luchar contra el Capitán Mar-Vell, y en el secuestro de la Mole como un competidor en los Juegos skrull.
Más tarde, el ser cósmico conocido como el Vigilante adjudicó un duelo entre los campeones de las dos razas: el Coronel Bel-Dann de los krees y el Señor de la Guerra Raksor de los skrulls. Después de un año de conflicto, el duelo se estancó y finalmente fue abandonado sin resolución. Años más tarde, durante un conflicto con Xandar que involucró a los Cuatro Fantásticos y a los Campeones de Xandar, la esposa del Emperador Dorrek VII, la Emperatriz R'klll, ejecutó un Golpe de Estado y lo mató para convertirse en la Emperatriz gobernante.
Sin embargo, el reinado de la Emperatriz R'klll fue de corta duración,ya que el mayor golpe a los skrulls llegó en la forma del Devorador de Mundos, Galactus. Después de que su Heraldo Nova aniquilase la flota skrull, Galactus devoró Tarnax IV, matando a miles de millones de skrulls, incluyendo a R'klll y la Princesa Anelle. Con la destrucción del gobierno central, el Imperio skrull colapsó en cientos de facciones altercadas. Su galaxia se llenó de gobernantes que se declararon a sí mismos como el Emperador de los skrulls, y pronto se inició una guerra civil. Los Shi'ar mantuvieron una fuerte presencia en el viejo imperio, haciendo frente constantemente con escuadrones de resistencia.

### Segunda guerrakree-skrull
Posteriormente, Reed Richards descubrió que otro gobernador transformado en emperador, Zabyk, había creado una bomba genética, la cual, cuando explotó, hizo que todos los skrulls perdieran sus habilidades metamorfas. Cualquier forma en la que estuvieran transformados permanecería en su cuerpo al momento de la explosión.
En desesperación, ya que sin sus poderes metamorfos estaban vulnerables, los skrulls lograron secuestrar al Heraldo de Galactus, Nova, en un intento de hacer que Galactus devorara los mundos krees por ellos. Su plan falló cuando Silver Surfer ayudó a Galactus a rescatar a Nova a cambio de su libertad de la Tierra.
Cuando los Celestiales hicieron su acto de presencia, esto asustó a los skrulls e hizo que iniciaran una segunda guerra con los krees para demostrar que no estaban indefensos. El ataque fue hecho primeramente por Kylor, uno de los cinco gobernantes que decía ser el Emperador. Él tenía una espía en el Imperio kree, Nenora, quien le dio una ventaja temprana. Ellos trataron de ocultar su debilidad secreta a toda costa de los krees.
Kylor finalmente fue traicionado por Nenora, al igual que toda la raza skrull. Ella asumió el poder del imperio y quiso guardarlo para sí misma. Fue la Emperatriz S'byll quien ascendió al control de los skrulls y terminó la guerra. Ella fue capaz de resucitar al Super-skrull, y este regresó para encontrar al Imperio en ruinas. Los skrulls engañaron al Silver Surfer para que atacara una flota Badoon, ya que este no sabía que los Badoon estaban aliados con los krees. Dado que los krees le declararon la guerra al Silver Surfer, este se alió con los skrulls para salvar a su planeta Zenn-La de la destrucción.
Para restaurar sus poderes, el ADN del Super-skrull necesitaba ser transferido a S'byll, ya que solamente una mujer podía extender esta habilidad a los demás skrulls. Silver Surfer los ayudó a alimentar una máquina que devolvería las habilidades metamorfas de la Emperatriz. El dispositivo fue exitoso. Con este poder, ella fue capaz de restaurar a cada skrull que ella tocaba, y se convirtió en la verdadera Emperatriz de los skrulls.
Ella y el Super-skrull declararon la guerra a los krees con la ayuda del Silver Surfer. Ella reemplazó al Super-skrull con el Capitán Reptyl, y este ayudó a convertirla en un reptil sin emociones. Pero Reptyl fue traicionado por uno de los suyos, y la flota skrull fue destruida por los krees. S'byll y el Silver Surfer se dirigieron solos a atacar al mundo kree, Hala.
Ganando el conocimiento de que Nenora era en realidad una skrull les dio ventaja. S'byll le devolvió sus habilidades metamorfas, paralizándola y revelando a los krees su verdadera forma. Un tratado de paz fue creado.
Los skrulls eventualmente rompieron este tratado de paz, ya que mantuvieron su unidad militar y prefirieron luchar en lugar de negociar. Entre otras razas figuradas en el Imperio skrull se encuentran las razas Druff, Guna, Kallusina, Morani, Pheragot, Queega, Tekton, y Yirbek. Otras razas se mantuvieron independientes, ya sea por medio de tratados o por resistencia abierta. Estas razas incluyeron a los Clegriminos, los Gegku, los Klylorianos, los Wilameanis, y los Xandarianos. La Guerra skrull-Xandariana recientemente terminó con la destrucción de Xandar por la supervillana Nebula.

### Otras actividades
Mientras tanto, los skrulls se involucraron en otras actividades. Se reveló que habían conquistado un planeta medieval y lo abandonaron después de que sus habitantes perecieron. skrull Prime Ten luchó contra los Cuatro Fantásticos y el Capitán Mar-Vell. Los skrulls enviaron a su propio representante para presenciar el destino del Fénix, en su juicio por los Shi'ar. Un skrull envenenó a Vera Cantor para obligar a Los Vengadores a buscar la Piedra de la Resurrección en su nombre. Los skrulls enviaron a su General Zendrao para darle al moribundo Capitán Mar-Vell la Medalla de Honor Real skrull. Los skrulls habían capturado a un espía kree, quien se había infiltrado en los skrull usando un simbionte.

### Warskrulls
Un grupo de skrulls genéticamente criados llamados warskrulls comenzó a infiltrarse en el Imperio Shi'ar. Utilizaron un amplificador Nexus para asumir la total desintegración física de sus objetivos, adoptando sus superpotencias junto con su apariencia física. Capturaron y reemplazaron a los Starjammers con miembros de su raza y con componentes clave en el gobierno. Los warskrulls, actuando bajo la dirección de lo principal entre ellos, haciéndose pasar por un Shi'ar llamado Chamberlain, comenzaron a cometer asesinatos e incluso a genocidarse en varias razas afiliadas a Shi'ar, como el P! Ndyr, en nombre de los Shi 'ar imperio. Un warskrull reemplazó al consorte imperial, el Profesor X, se hizo llamar Warlord, y tomó el control mental de Lilandra, la Majestrix del Shi'ar. Finalmente, fueron derrotados por las fuerzas combinadas de Deathbird y los X-Men y, más tarde, los Shi'ar se comprometieron a eliminar cualquier otro Warskrulls.

### Tierra infiltrada
Algún tiempo después, un skrull llamado Paibok montó una campaña para invadir la Tierra, utilizando a otro skrull llamada Lyja como infiltrada. El plan consistía en reemplazar en secreto a la verdadera Alicia Masters, la amante ciega de The Thing. El plan fracasó cuando ella, en cambio, sedujo a la Antorcha Humana y los dos se casaron. La fachada de larga duración finalmente salió a la luz y el grupo descubrió que la verdadera Alicia humana estaba realmente cautiva por la nación skrull y Lyja desertó, habiéndose enamorado de la Antorcha Humana. Los Cuatro Fantásticos la rescataron, pero Lyja aparentemente murió en el proceso mientras se sacrificaba para salvar a Johnny cuando Paibok atacó.
Paibok más tarde reveló a Devos el Devastador que ella todavía estaba viva. Paibok, con la ayuda de Devos, despertó a Lyja de su estado de coma y le dio el poder de volar y disparar explosiones de energía de sus manos (se llamó a sí misma "Lyja la Lazerfist"). Más tarde se reveló que estos poderes provenían de un dispositivo especial implantado en ella. Uniéndose a ellos en busca de venganza, los tres llegaron a la Tierra y lucharon contra la Antorcha en la Universidad Empire State. La Antorcha entró en pánico, utilizó su flama de nova y destruyó el campus. Junto a Devos y Paibok, Lyja fue testigo de una batalla entre los Cuatro Fantásticos y los Cuatro Fantásticos alternativos. Sin embargo, Lyja todavía tenía sentimientos por la Antorcha y una vez más traicionó a sus compañeros para que se pusieran del lado de los Cuatro Fantásticos. Esto terminó con los Cuatro Fantásticos destruyendo el "Mundo de Guerra skrull", la nave de ataque más grande de los skrull.

### Cadre K
Un grupo de skrull viajó a la Tierra donde comenzaron a conspirar para invadir el planeta una vez más. Sin embargo, en algún momento se les acercó Apocalipsis, quien quería atraer a doce poderosos mutantes que él necesita para ascender a la divinidad. Al mismo tiempo, el cuerpo del Monolito viviente, que Thor había arrojado a los confines del espacio, es encontrado y devuelto a la Tierra. En la Tierra, un mutante skrull llamado Fiz se coló en la mansión de Xavier para darles noticias urgentes de problemas: los skrull se han aliado con alguien poderoso y lo único que sabe es que hay doce mutantes que no pueden ser dañados y que algo terrible va a suceder. Fiz también revela la existencia de un subtipo de skrulls que poseen poderes innatos como los mutantes de la Tierra. Considerados parias por los otros skrulls, fueron cazados por el Imperio.
Después de la eventual derrota de Apocalipsis, el Profesor X se dirigió al espacio para entrenarlos, dándoles el nombre de Cadre K. Cadre K y Xavier regresaron a la Tierra durante el intento de los Ruul de superar al planeta convirtiéndolo en una prisión intergaláctica. Un Z'Cann herido intentó pasar información vital a Rogue. Su contacto físico afectó los poderes de Rogue durante algún tiempo. La información fue recibida y los X-Men se reunieron con Bishop.

### Annihilation
El Imperio skrull es el primero de los principales imperios interestelares en ser invadido por las fuerzas de Annihilus. La super arma de la Onda de Aniquilación, el Harvester of Sorrow, destruye físicamente docenas de planetas skrull. En consecuencia, los skrull intentaron sin éxito convencer a Hulkling para que se convirtiera en su nuevo Emperador.

### El ascenso y la caída del Imperio shi'ar
Un grupo de Warskrulls atacó una remota estación espacial shi'ar y la tomó. Disfrazados como Shi'ar, fueron llevados a bordo de la estación espacial voluntariamente y asesinaron a todos los que estaban a bordo, excepto unos pocos, para seguir trabajando en la nave. El grupo, sin embargo, finalmente fue derrotado por un grupo de X-Men (Darwin, Havok, Marvel Girl, Nightcrawler, Profesor X, Warpath). Sin embargo, estos Warskrulls se revelan como cíborgs.

### Secret Invasion
En la serie de Invasión Secreta de Brian Michael Bendis y Leinil Yu, un imperio skrull agitado, bajo el liderazgo de la recién llegada Reina Veranke, hizo un esfuerzo total para infiltrarse y conquistar la Tierra. Se reveló que los skrulls se habían infiltrado en la Tierra durante bastante tiempo al capturar y reemplazar a muchos de los héroes de la Tierra. Siguieron esta infiltración con su principal grupo de asalto. Esta ola de skrulls formó una nueva versión del Super-skrull, cada uno con las habilidades de varios héroes diferentes. Su invasión finalmente fracasó, costándole la vida a Veranke y reduciendo aún más sus números. Incluso sus dioses fueron asesinados, y el Dios del mal japonés Amatsu-Mikaboshi se hizo cargo de su Panteón, conduciendo a los eventos de la Guerra del Caos.

### Restableciendo el Imperio y el Infinito
Después de los eventos de la Invasión Secreta, los skrull ahora están en números más pequeños y desde entonces han comenzado a conspirar para volver al poder orquestando eventos para sus beneficios.
Durante la historia del Infinito, varios planetas en los que se asentaron los skrull comenzaron a ser blanco de los Constructores y mientras Silver Surfer intentaba salvar a la mayoría de ellos, la población de los skrulls fue una vez más diezmada. Kl'rt más tarde representó al Imperio skrull como miembro del Consejo Galáctico. Después de la victoria de los Vengadores sobre los Constructores y Thanos, Kl'rt se convierte en el nuevo Emperador de los skrulls donde se asientan en Tarnax II.

## Apariencia y habilidades
Los skrulls son reptiles humanoides de piel verde con grandes orejas puntiagudas, ojos rojos o verdes, y barbillas con varios pliegues verticales en la piel debajo de la boca. Los skrulls son conocidos por su inestabilidad genética y molecular, y su diversidad genética, debido a la experimentación celestial creando a los deviantes (estos crearon equivalentes skrull de los eternos y los inhumanos, pero actualmente son los únicos sobrevivientes de dichos experimentos). Los skrulls también son conocidos por su maleabilidad física y la habilidad de cambiar de tamaño, forma, o color a voluntad, teniendo la apariencia, pero no las características de otros seres u objetos. Los skrulls son capaces de asumir prácticamente cualquier forma, ya sea orgánica (por ejemplo, una vaca) o inorgánica (por ejemplo, una lámpara), si su tamaño se encuentra entre 3/4 y 3/2 del del skrull. Como resultado, los skrull sobresalen en el espionaje y la infiltración. También son capaces de utilizar sus habilidades metamorfas para formar armas (por ejemplo, cuchillas o bastones) con partes de su cuerpo, convirtiéndolos en peligrosos combatientes cuerpo a cuerpo. Su dimorfismo sexual es más o menos el mismo que el de un ser humano, pero su orientación sexual es más compleja, ya que pueden cambiar de género a voluntad. En efecto, una skrull, llamada Xavin casualmente dijo que, para un skrull, cambiar de género es comparable a un ser humano cambiando su color de cabello.
Los skrulls más tarde desarrollaron la capacidad de volverse indetectables al utilizar sus habilidades metamorfas, incluso de los telépatas y los que tienen sentidos superiores. Reed Richards descubrió un método de utilizar la tecnología para negar esta posibilidad y revelar la verdadera forma de un skrull disfrazado.
Cortesía de su avanzada tecnología, los skrulls también han sido capaces de aumentar sus habilidades en ciertos guerreros, como el Super-skrull o los War-skrulls, un grupo de élite que con la codificación especial son capaces de emular poderes, así como la apariencia de sus víctimas.
Se cree que los ojos de los skrulls son incapaces de distinguir percepciones visuales sutiles, a diferencia de los humanos (por ejemplo, una vez los skrulls confundieron muestras de ilustraciones dibujadas con fotografías).

## Skrullsfamosos
- Al'arok[47] – Un skrull que se hizo pasar por un Zenn-Lavian conocido como "Tallian Pay" para ganar la entrada de skrulls a Shalla-Bal; fue derrotado y asesinado por Silver Surfer.[48]
- Anelle[49] – Princesa skrull y única hija del Emperador Dorrek VII y la Emperatriz R´Kill; heredero del Imperio skrull y la madre de Hulkling (Dorrek VIII / Teddy Altman). Muerta cuando Galactus consumió su mundo trono.[50]
- Aptak[51] – Un skrull atrapado en una forma Waziliah femenina por la bomba Hyper-Wave. Ella es la amante de Nenora.
- Ard'ran[52] – Un ingeniero skrull de cuarto rango que participó en la invasión skrull en San Francisco. Ella tenía las habilidades telepáticas de cualquier miembro telepático de los X-Men.
- Bag'le[53] –
- Bartak[26]– Un skrull que se hizo pasar por Silver Surfer.
- Baryn[54]– Un skrull que ayudó a liberar al Príncipe Dezan.
- Bellok[55] – Miembro de los "S-Men". También conocido como Ice-Boy.
- Cadre K[56] – Un grupo de "skrulls desviados de clase K" que tienen poderes y apariencias físicas a diferencia de otros skrulls. Se oponen al asesinato de su especie por el Imperio en nombre de la pureza racial. Cadre K fue dirigido por el Profesor X por un tiempo.
  - Fiz[57] – Es un mutante skrull que viajó a la Tierra para unirse a los X-Men. Ayudó en la batalla contra Apocalipsis. Dirigió a los mutantes skrull a rebelarse contra los conductores de esclavos. Se fue de la Tierra con los demás y el Profesor X para encontrar un nuevo mundo natal. Fiz pudo alterar su tamaño y masa.
  - Goroth[58] – Un skrull que tiene habilidades de estiramiento.
  - Nuro[59] – Un skrull que tiene la capacidad de alargar su cuerpo.
  - R'Tee[59]– Un skrull que tiene la capacidad de proyectar picos de sus brazos y cabeza.
  - Spunje[59]– Un skrull que tiene la capacidad de absorber y reflejar energía.
  - Z'Cann[56]– La líder de Cadre K. Fue capturada por el Consejo Intergaláctico. Z'Cann es un telépata.
- Carnival[60]– Esclavistas que usaban un carnaval para atraer y capturar a los humanos como esclavos. Fueron encontrados por los Nuevos Mutantes y huyeron en su nave estelar, pero dejaron uno atrás.
  - Gragnon[60]– Esclavos skrull
  - Rekxorm Sebastian[60]– Esclavos skrull
- Ch'gra - Un delegado en la corte de la reina Veranke.
- Ch'rith[61] – Un teniente skrull que participó en la invasión skrull en San Francisco.
- Chrell[62] – Un comandante skrull encargado por la reina Veranke para entrenar a su ejército y matar a Hulkling. Chrell poseía los poderes de Mister Fantástico, Mujer Invisible, Antorcha Humana y la Mole. Chrell se autodestruye tratando de eliminar a los Jóvenes Vengadores y los Runaways.
- Criti Noll[63] – Un skrull que fue elegido para hacerse pasar por Hank Pym. Ella trató de advertir al dueño del restaurante que le sirvió buena comida sobre la próxima invasión skrull, solo para ser asesinado por un skrull que se hizo pasar por Dum Dum Dugan y por algunos skrulls que se hicieron pasar por Agentes de S.H.I.E.L.D.
- Criti Noll Clon[64] – Un clon de Criti Noll que se hizo pasar por Hank Pym durante la Invasión Secreta. Ella no solo tiene las habilidades que combinan con Henry Pym, sino que también tiene los poderes de Pantera Negra, Quicksilver y Visión.
- Dakr't –
- Dalx - skrull diplomático y agregado cultural.
- De'Lila: un ladrón de skrull que buscó la tecnodrona inorgánica.
- Dezan - El hermano de Dorek VII. Fue encarcelado durante mucho tiempo debido a su naturaleza pacifista y calificado como traidor al Imperio skrull.
- De'zean: el padre de Xavin y el actual Príncipe de Tarvax VII.
- Dharri[65] – Un teniente skrull.
- Dorrek I: un rey skrull que reinó durante el primer encuentro de los skrull con los krees.
- Dorrek VII – El exemperador de los skrulls. Asesinado por R'Kill.
- Dro'ge - Real Sacerdote de la Ciencia. Un científico skrull que experimenta en los Illuminati y descubre los avances que permitieron al Imperio infiltrarse en la Tierra en una escala masiva.
- Dzirot[66] – Un skrull que participa en la invasión skrull en San Francisco. Él muere en la batalla.
- Ethan Edwards - Un skrull que es un pastiche de Superman de Marvel Comics.
- Evh'ser:[66] un ayudante skrull que participa en la invasión skrull en San Francisco.
- Ewe'fareek - Tío a Xavin en el cómic Runaways.
- Flaw[67] – Un skrull que sirvió en los Comandos de la Muerte de Shi'ar.
- Fremn[62]-
- Fry'lu[68] – Un telépata skrull que existió durante el reinado de Dorrek VII.
- Galan[68]– El sacerdote skrull de la ciencia.
- G'iah[69] –
- Godkiller[70] – Una Super-skrull hembra especialmente criada que tiene los poderes de Battleaxe, Thundra, Titania y Volcana. También fue modificada genéticamente para manejar el martillo Stormbreaker de Beta Ray Bill.
- Gorth: un skrull que fue el gobernador de una colonia skrull.
- Granok -
- Grrix - El Embajador skrull en S.W.O.R.D.
- H. Warren Craddock Impostor[71] – Un skrull que se hizo pasar por H. Warren Craddock.
- Agar[72] – Un skrull que se desempeña como Alto Judicador en los tribunales skrull.
- Henkor -
- H'kurrek[73] – Comandante fanático skrull que comandó la parte de la Invasión Secreta dirigida contra los X-Men.
- Hokk Algol[74] – Un skrull que es miembro del Tribunal de Crímenes de Guerra.
- Host -
- H'rpra[75] – Un skrull que se hizo pasar por Pájaro Burlón.
- Hs'fld –
- Hulkling (Dorekk VIII/Teddy Altman) – Theodore "Teddy" Altman, un híbrido kree / skrull, el hijo de Anelle y el capitán kree Mar-Vell. Es miembro de los Jóvenes Vengadores, con el nombre en clave "Hulkling".
- Inteligencia[76] – Un ser skrull que es un compuesto de las mentes más grandes de skrull. Fue creado por los skrull para servir como su versión de la Inteligencia Suprema.
- Jaketch[77] – Un skrull que sirve como aprendiz de ejecutor del Jurado skrull.
- Jaq -
- Jash[78] – Un teniente skrull que participó en la invasión skrull en San Francisco.
- Jazinda: una cazarrecompensas skrull y la hija de Kl'rt el Super-skrull.
- Jora'thrll : un skrull que participó en la invasión skrull en San Francisco.
- K'and'rr - Un comandante skrull de la 7.ª Flota.
- K'arr'n -
- K'rtem[79] – Un skrull que era un antiguo compañero de Z'Reg.
- K'Targh -
- K'vvvr[80] –
- Kalamari - Un general skrull y aliado de Paibok.
- Kalxor[81] – Un skrull que sirve como comandante de la armada de Dorekk.
- Karant Kiar[82] – Un prelado skrull del séptimo cuadrante del Imperio skrull que fue testigo en el Juicio de Galactus.
- Karza -
- Kerth[83] –
- Kholdsor -
- Khn'nr: un skrull que se hizo pasar por el Capitán Marvel original. Se volvió contra los otros skrulls.
- Kl'rt (Super-skrull) – un skrull que tiene los poderes de los Cuatro Fantásticos y se convirtió en el primer Super-skrull.
- Kly'bn - El último skrull Eternal sobreviviente que se convirtió en un Dios skrull.
- Korya[84] – Una mujer skrull que es la amante de Yeti.
- Kradhal –
- Kravo –
- Kreddik –
- Krellek Council –
- Krillik –
- Krimonn el Poder Prisma[85] – Un skrull se transformó en un objeto de poder sensible después de un golpe de Estado fallido.
- Kylak -
- Kylor[47]- Un gobernador skrull que era un competidor por el título de emperador skrull.
- Lyja – Una skrull que se infiltró en los Cuatro Fantásticos y se casó con Johnny Storm mientras se hacía pasar por Alicia Masters.
- Magnitud Impostor: un skrull sin nombre que se hizo pasar por Magnitud del Hombre Punto. Tiene los poderes de Banshee, Havok, Polaris y Sunfire. Fue expuesto y asesinado por Delroy Garrett.
- Meg'ror -
- Melugin[86]
- Morfex[87] – Un skrull que es miembro de Star Masters.
- Morrat – un señor de la guerra skrull que es responsable de la muerte de Franklin Storm.
- Mrok - Un soldado skrull.
- M'Lanz[88] - Una skrull Warbride le encomendaron que detuviera a Tel-Kar para que se retirara de su simbionte (Venom) y obtuviera un arma biológica de skrull. Ella se unió a Eddie Brock como Sleeper para derrotar a Tel-Kar.
- Muraitak[89] – Un skrull que se unió al Xandarian Nova Corps y sirvió bajo la reina Adora.
- Myrn[54]- Un skrull que desde hace mucho tiempo es amigo de Zabyk y Dezan y creador de la bomba Hyper-Wave. Después de que Myrn hizo que Zabyk se pusiera una armadura aislante que se dice que lo protege de los efectos de la bomba, Myrn fue asesinado por Zabyk.
- N'ala -
- Nenora:[51] una ex espía skrull que quedó atrapado en la forma de kree después de ser golpeado por una bomba Hyper-Wave. Ella es la amante de Aptak.
- Nogor[90] – Un skrull que se hizo pasar por Longshot. Es el talismán de los skrull y la representación de los dioses.
- Nuro -
- Orf -
- Pagon - Un skrull que se hizo pasar por Elektra después de la muerte de Siri. Asesinado por Echo como parte de una misión suicida.
- Paibok – El Poder skrull.
- Pitt'o Nili: un skrull que se hizo pasar por el Capitán América (y que fue lavado de cerebro para ser él) que vino de un barco caído en la Tierra Salvaje. Asesinado por Shanna la Diablesa después de ser golpeado por un dardo venenoso que tiene un gran efecto en skrulls.
- Prime skrull - Único miembro sobreviviente de la raza skrull original que no es Deviant.
- Prime Ten[23]- Diez skrull sin nombre que intentaron obtener el transmisor de materia / energía de Mister Fantástico.
- Ptakr -
- Purnlr - Un skrull de guerra que fue asesinado en batalla con los krees.
- R'Tee -
- Rachman -
- Raksor[91] – Un skrull que supervisó el juicio de Phoenix.
- Rale -
- Raze[92] – un cazarrecompensas skrull que no puede cambiar de forma, pero es capaz de realizar combate cuerpo a cuerpo, habilidades atléticas y lleva una variedad de cuchillos y pistolas. Él es el hermano de Vranx.
- Replica – una joven mujer skrull que fue parte de los Guardianes de la Galaxia.
- Ripan[93] – Un skrull que es el segundo al mando de Kylor.
- R'Kill - Esposa de Dorrek VII. Ella mató a su esposo y se hizo cargo de él. Fue asesinada cuando Galactus consumió Tarnak IV.
- R'Kin[94] - Un corto skrull que sirvió como mecánico de flota. Aunque es pequeño, tiene una gran fuerza.
- Rl'nnd - Hijo de Rm'twr. Rl'nnd es un agente encubierto de X-skrull que participa en la Invasión Secreta. Ha mostrado los poderes combinados de varios X-Men. Asesinado por Ms, Marvel.
- Rm'twr - Padre de Rl'nnd. Fue asesinado por Ms. Marvel.
- S'Bak - una baronesa skrull.
- Samuel J. skrull -
- Sar T'llrk[66] - Un "Soul Shepard" de skrull que participa en la invasión skrull en San Francisco. Asesinado por Cíclope.
- S'Byll[95] – una emperatriz skrull que restauró la habilidad de cambio de forma del skrull.
- Sarnogg[94]- Un skrull que es el hijo de Kl'rt.
- Sensacional Hydra[96] – Un espía skrull que trabaja para HYDRA.
- She-Thing Impostora: una skrull sin nombre que se hizo pasar por She-Thing. Muerto por el skrull Kill Krew.
- Siri - Un skrull que se hizo pasar por Elektra. Ella fue asesinada por la verdadera Elektra.
- Skragg[97] – Un pirata / mercenario skrull que sirvió a Thanos.
- skrull Beatles: skrulls que se hicieron pasar por miembros de los Beatles.
  - John el skrull – El último miembro sobreviviente de los Beatles de skrull. Un miembro de MI-13.[98]
- skrull-X[99] – Un robot skrullian que puede imitar los poderes de los X-Men similares a Mimic.
- skrulls de Kral[100] – Un grupo de skrulls que vienen del planeta Kral.
- Skypii: un anciano mecánico skrull que era amigo de Hercules 2300. A menudo asumía la forma femenina y trabajaba como modelo femenino humano cuando él y Hércules se conocieron. Como el "plan de jubilación" para los trabajadores skrull era la ejecución, se ocultó en la forma de una mujer. Skypii eligió una estatua de Hércules para ser su "forma de muerte" en el eterno homenaje a su amigo.
- Sl'gur't[101] – Un Deviant skrull que se convirtió en una Diosa skrull y compañero de Kly'bn.
- Spunje –
- Ssrov[52]- un capitán de cambio de turno de skrull que participa en la invasión skrull en San Francisco.
- St'kr -
- Syrro[54]- Un Mayor skrull.
- Talos el Indómito[102] – Un skrull que no puede cambiar de forma. Sin embargo, la mutación que lo dejó incapaz de cambiar de forma le dio una fuerza enorme.
- Tarna: Un skrull que forma parte de los Agentes del Cosmos. Ella tenía dos parejas simbiontes hasta que Venom entró harapiento y mató accidentalmente a uno de ellos cuando robó un barco y lo quemó con el motor del barco.[103]
- Tenelle –
- Titannus – un skrull que no puede cambiar de forma, pero que ha sido diseñado biológicamente para poseer una fuerza inmensa y capacidad de regeneración.
- Trall –
- Trl'k –
- Valth –
- Velmax (Effigy) – Fundador del súper equipo First Line haciéndose pasar por un héroe humano Effigy con poderes que cambian de forma.
- Veranke – La actual reina skrull. Ella se hizo pasar por Spider-Woman. Asesinada por Norman Osborn.
- V'lrym -
- Vranx[92]- Un usuario de tecnología skrull y hermano de Raze.
- Warpriest Kh'oja – un fanático despiadado y un enemigo de los Power Pack.
- Warskrulls[104] –
- Wor'il - Delegado en el Consejo de Guerra de Dorrek.
- Xalxar -
- Xavin - Un super-skrull en entrenamiento y miembro del grupo de adolescentes superfuertes Runaways. Xavin es el hijo del príncipe De'zean del planeta skrull Tarvax VII.
- X'iv - Un asesino Súper skrull enviado para asesinar a Hulkling. Ella tiene los poderes de Daredevil, Elektra, Cloak y Dagger.
- Yorak -
- Y'tll –
- Zabyk[54]- Un guerrero skrull que fue amigo de la infancia de Dezan y Myrn. Hizo que Myrn construyera una bomba Hyper-Wave para usarla con sus enemigos. Bajo el consejo de Myrn, se puso una armadura aislada (incluso cambiando su forma para que se ajustara a la forma inusual de su interior) que lo protegería de sus efectos, pero no pudo dejar su cuerpo contorsionado congelado y lo puso en agonía.
- Zankor -
- Zedrao: un general de alto rango skrull, notable por estar en buenos términos con los metahumanos de la Tierra. Dio al moribundo Mar-Vell el más alto honor en el ejército skrull por ser un digno rival.
- Zirksu[105] – Un espía skrull que asumió el alias de Diabolik.
- Zkrodd -
- Z'Reg (Crusader) – un skrull que abandonó a su especie. Anteriormente, fue miembro de la Iniciativa como el segundo crusader.
- Zuhn[106] – Un skrull que fue el compañero de Velmax.

## Otras versiones

### Escuadrón Supremo
El skrullian Skymaster (su nombre real es Skymax) es un miembro del Escuadrón Supremo y posee habilidades que coinciden con las del Super-skrull de la Tierra-616.

### Hulk: El Fin
En el one-shot, Hulk: The End, un robot extraterrestre le dice a un anciano Bruce Banner, el último ser humano del planeta, que la muerte de la raza humana fue muy celebrada en todo el universo, tanto que los skrulls y los krees resolvieron sus diferencias en la celebración.

### Ultimate Marvel
La primera raza extraterrestre que invadió el Universo Ultimate Marvel fue la llamada Chitauri, y se opuso a los Ultimates. Tienen una tecnología extremadamente avanzada, pero no se han observado cambios de forma. Estos skrulls solo se vieron en una línea de tiempo alternativa en la que Reed Richards contactó con su mundo a través de su teletransportador; Los eventos que llevaron a esa línea de tiempo se modificaron en Ultimate Fantastic Four # 29 para que nunca se hiciera contacto.

### Amalgam
En Amalgam Comics, los skrulls son los habitantes naturales de Marte (combinación de los Marcianos Verdes de DC Comics con los skrulls). Mister X (el Detective Marciano y el Profesor X) es un ejemplo de un marciano skrull.

## En otros medios

### Televisión
- Los skrulls aparecen en la serie de 1967, Los Cuatro Fantásticos (serie animada de 1967)
- Luego aparecen en la serie de 1978,Los Cuatro Fantásticos (serie animada de 1978)
- Nuevamente aparecen los skrulls en la serie de 1994, Los Cuatro Fantásticos (serie animada de 1995)
- Aparecen en la serie de 1998, Silver Surfer
- En el 2006 aparecen en la serie Fantastic Four: World's Greatest Heroes
- Los skrulls aparece en la serie de 1990, X-Men, en el episodio "Mojovision", un skrull se ve en la audiencia. En el episodio "La Saga del Fénix Oscuro", Lilandra consulta a la Emperatriz skrull sobre cómo tratar con el alboroto del Fénix Oscuro.
- Aparecen los skrulls en The Super Hero Squad Show, episodios, "Si esto es Mi Thanos", "Otra Orden del Mal" y "Alienar con la persona que practica surf".
- Aparecen en The Avengers: Earth's Mightiest Heroes, en los episodios de la primera temporada como: "459"; "El piquete de la viuda", "El hombre que robó la mañana" y "Un día distinto a los demás". En la segunda temporada como: "La guerra privada del Doctor Muerte"; "Bienvenido al Imperio kree"; "En quién puedes confiar"; "Pesadilla en Rojo"; "Prisionero de guerra"; "Infiltración" e "Invasión Secreta" (donde ya son derrotados).
- Los skrulls aparecen en la primera temporada de Avengers Assemble, episodio, "Mundo Mojo", donde algunos skrulls son vistos como miembros de la arena de audiencia en la nave espacial de Mojo.
- Los skrulls aparecen en la nueva serie de Hulk and the Agents of S.M.A.S.H.:
  - En la primera temporada, episodio, "Deathlok", ellos son guiados por el Super-Skrull, en su parcela para incinerar la Tierra sólo para ser detenido por los Agentes de SMASH y Deathlok.
  - En la segunda temporada, episodio, "Guardianes de la Galaxia", los skrulls atraen a los Agentes de S.M.A.S.H. a otro planeta luego de pasarse por los Vengadores, donde lograron capturar a She-Hulk, A-Bomb y Skaar en una trama para aprovechar su energía gamma y utilizarlo para crear soldados skrulls alimentados con gamma. Al menos dos de ellos fueron creados antes del experimento que fue interrumpido por Hulk, Hulk Rojo, Star-Lord, Rocket Raccoon y Groot. Los dos soldados skrull con poder gamma, fueron vencidos por Hulk Rojo (que se sumergió en la mezcla a ser lo suficientemente grande como para luchar contra ellos).

### Cine
El actor Tye Sheridan reveló en una entrevista de 2019 que originalmente se pretendía que los Skrulls fueran los principales antagonistas en una versión anterior de Dark Phoenix (2019) antes de que fueran reemplazados por los D'Bari en medio de nuevas tomas.

### Universo Cinematográfico de Marvel
Los Skrulls aparecen en los medios ambientados en Marvel Cinematic Universe:
- En Guardianes de la Galaxia y Guardianes de la Galaxia vol. 2, el director James Gunn reveló que los derechos de los skrulls son propiedad de Marvel Studios y 20th Century Fox.[110][111]
- Los skrulls aparecen en la película de Capitana Marvel (2019),[112] dirigidos por Talos el Indómito (interpretado por Ben Mendelsohn).[113] En la película, una facción de skrulls son retratados como víctimas de una guerra genocida librada por los krees, que han venido a la Tierra en busca de la ayuda del renegado científico kree Mar-Vell (aquí una mujer haciéndose pasar por la doctora Wendy Lawson) en el diseño de un motor de velocidad de la luz que podría llevar a los skrull a la seguridad. Después de que la guerrera kree 'Vers' se entera de su verdadera identidad como Carol Danvers así como el origen de sus poderes provenientes de la exposición a las energías del motor de la velocidad de la luz de Mar-Vell (impulsado por las energías del Teseracto), ella ayuda a defender a Talos, a su esposa e hija, y a los refugiados skrull de un ataque kree. Después de que Yon-Rogg es derrotado y enviado al Imperio kree para llevar su mensaje a la Inteligencia Suprema, Danvers deja la Tierra para llevar a los skrull a otra parte de la galaxia para encontrar un planeta en el que puedan establecerse.
- En Spider-Man: Lejos de casa (2019), la escena poscréditos revela que Talos y su esposa Soren se hicieron pasar por Nick Fury y Maria Hill durante los eventos de la película, mientras que el verdadero Fury se está relajando en una nave espacial skrull.[114]
- Una Skrull aparece en una escena de mitad de créditos del episodio de la miniserie WandaVision (2021) "The Series Finale",[115][116] interpretada por Lori Livingston. Aparecen en Westview, Nueva Jersey disfrazados de agentes del FBI para informar a Monica Rambeau que un viejo amigo de María necesita su ayuda para una próxima misión.
- Versiones alternativas de la línea de tiempo de los Skrulls aparecen en la serie animada de Disney+ What If...? (2021), episodio "¿Qué pasaría si...Thor fuera hijo único?".[117] Ellos asisten a la fiesta de Thor en la Tierra junto con varios otros extraterrestres y divierten a Thor asumiendo su apariencia.
- Los Skrulls aparecen en la próxima serie de acción en vivo Secret Invasion (2023) con Ben Mendelson regresando como el Skrull Talos.[118] En esta serie, Nick Fury trabaja con Talos para lidiar con la trama de una secta rebelde Skrull dirigida por Gravik (interpretado por Kingsley Ben-Adir) para infiltrarse y apoderarse de la Tierra que también involucró reclutar científicos para ayudar a establecer su proyecto Super-Skrull. Los Skrulls rebeldes han secuestrado a funcionarios mundiales y los han reemplazado, incluidos James Rhodes y Everett Ross. Talos le dice que después del Blip, convocó a un millón de refugiados Skrull para vivir en la Tierra. Enojado porque Fury no cumplió su promesa de cuidarlos, Gravik organiza varios ataques terroristas en muchos continentes, mata a Hill, Talos y otros Skrulls que intentan rebelarse contra él e intenta instigar la Tercera Guerra Mundial. Él y G'iah, la hija de Talos, usan una máquina para adquirir el ADN de algunos Vengadores, algunos Guardianes de la Galaxia, el Orden Negro y otros individuos mejorados y se convierten en Super-Skrulls. G'iah finalmente mata a Gravik, Fury mata a Raava, la impostora de Rhodes, y la facción rebelde desaparece. En respuesta a la invasión, el presidente de los EE. UU. inicia la Ley Anti-Alienígenas que considera a los Skrulls y otros alienígenas como enemigos públicos. G'iah es reclutada por el MI6, mientras que la esposa de Fury, Varra, se une a él en el espacio con S.A.B.E.R..
- Los Skrulls aparecen en la película The Marvels (2023). Ellos son refugiados en el planeta Tarnax e hicieron una conversación de paz con los Kree, organizada por Fury, pero antes de la llegada de Danvers, Monica Rambeau y Kamala Khan, el tratado se disolvió. Después de que la líder Kree, Dar-Benn, hace un punto de salto con una Banda Cuántica al extraer la atmósfera de Tarnax en Hala para restaurar su aire, los Skrulls restantes fueron evacuados y llevados por Valquiria.

### Videojuegos
- El Gobernador Skrull Kylor, identificado como "Emperador", aparece como jefe en Silver Surfer (1990).[119]
- Los Skrulls aparecen en Marvel: Ultimate Alliance. Cuando Galactus ataca el mundo natal de los Skrulls, los héroes se ven obligados a luchar contra sus Castigadores y Skrulls que se niegan a creer que los héroes vinieron a detener a Galactus. Después de ayudar a la Emperatriz Skrull a escapar del planeta, el jugador tiene la opción de destruir los Taladros Optónicos de Galactus antes de que destruyan el mundo natal de los Skrull. Si el jugador detiene los ejercicios, los Skrulls formarán una asociación tentativa con la Tierra y luego acudirán en su ayuda cuando los Kree amenacen con esclavizar a la humanidad. De lo contrario, la pérdida de su mundo natal desestabilizará el sector del espacio que ocupaba originalmente y los Kree y Skrull irán a la guerra durante décadas, a costa de millones de vidas.
- Los Skrulls aparecen en Fantastic Four: Rise of the Silver Surfer.
- Los Skrulls aparecen en Marvel Super Hero Squad: The Infinity Gauntlet.
- Los Skrulls aparecen en Marvel Heroes.
- Los Skrulls aparecen en Pinball FX 2.[120]
- Los Skrulls habrían aparecido en un juego de acción de los Vengadores en primera persona centrado en Skrull que fue planeado por THQ Studio Australia para coincidir con el lanzamiento de la película del mismo nombre en 2012. El juego habría presentado a Iron Man, Capitán América, Hulk y Thor como los personajes principales, con Black Widow, Hawkeye, Máquina de Guerra y Ms. Marvel apareciendo como personajes desbloqueables. La historia, basada libremente en Secret Invasion más que en la película, fue escrita por el veterano escritor de historietas Brian Michael Bendis. Aunque se hizo una buena cantidad de progreso en el juego, finalmente se canceló después de que se cerró THQ Studio Australia.[121][122]
- Los Skrulls aparecen en Marvel Avengers: Battle for Earth.[123]